# Osbeckia australiana
Osbeckia australiana är en tvåhjärtbladig växtart som beskrevs av Charles Victor Naudin. Osbeckia australiana ingår i släktet Osbeckia och familjen Melastomataceae. Inga underarter finns listade i Catalogue of Life.